# الحرب الإنجليزية الهولندية الثالثة
كانت الحرب الإنجليزية الهولندية الثالثة أو الحرب الهولندية الثالثة (بالهولندية: Derde Engelse Zeeoorlog) نزاعًا عسكريًا بين مملكة إنجلترا وجمهورية هولندا استمر من 7 أبريل 1672 إلى 19 فبراير 1674. كانت جزءًا من الحرب الفرنسية الهولندية بين جمهورية هولندا وحلفائها (التحالف الرباعي) وفرنسا.
بالمقارنة مع الحرب الإنجليزية الهولندية الأولى والثانية، كانت الأسباب السياسية في هذه الحرب أكثر أهمية من الأسباب الاقتصادية. في عام 1667، تعرّض تشارلز الثاني ملك إنجلترا للإهانة من الغارة الهولندية على ميدواي، وفي عام 1668، شعر لويس الرابع عشر ملك فرنسا بالإهانة من الهولنديين الذين منعوه من غزو الأراضي المنخفضة الإسبانية بتشكيل التحالف الثلاثي. كان الاعتبار السياسي الرئيسي لتشارلز هو أن قوة قسيسيته وأمن عرشه سيزدادان بشن حرب جديدة ضد جمهورية هولندا. رغب لويس أيضًا في السيطرة على الأراضي المنخفضة الإسبانية، في عام 1670، أبرم الملكان معاهدة دوفر السرية، بهدف تدمير جمهورية هولندا. بدا هذا الهدف قابلًا للتحقيق، إذ كانت القوات البرية الهولندية ضعيفة، وعلى الرغم من أن قواتهم البحرية كانت قوية، فإن الأسطولين الإنجليزي والفرنسي مجتمعين يفوقانها عددًا. كان توقّع نشوب حرب غير محبّب في إنجلترا، لذا واجه تشارلز صعوبة في الحصول على المال اللازم. اعتمد على الإعانات الفرنسية السرية، وخداع البرلمان ورفض سداد ديون التاج والحوادث الدبلوماسية الملفقة لتبرير الصراع.
منحت معاهدة دوفر إنجلترا السيطرة على مصب سخيلده، وأشارت إلى مصالح أمير أورانيا. هدفت المعاهدة إلى السماح للموقِّعَين عليها بهزيمة النظام الجمهوري الهولندي ثم إلغائه، ومنح إنجلترا السيطرة على مصب سخيلده، بوجود نظام صديق تحت النفوذ الإنجليزي برئاسة الأمير ويليام الثالث المسيطر على ما تبقى من الأراضي الهولندية، ومع حصول فرنسا على الأراضي المنخفضة الإسبانية. بدا هذا الهدف قابلًا للتحقيق، إذ كانت القوات البرية الهولندية ضعيفة، وعلى الرغم من أن قواتهم البحرية كانت قوية، فإن الأسطولين الإنجليزي والفرنسي مجتمعين يفوقانها عددًا. كان توقّع اندلاع حرب غير محبّب في إنجلترا، لذا اضطر تشارلز إلى الاعتماد على الإعانات الفرنسية السرية ورفض سداد ديون التاج وتلفيق الحوادث الدبلوماسية لتبرير الصراع. ربما كانت الإعانة الفرنسية الكبيرة الموعود بها بموجب المعاهدة تتعلق على الأقل بتحرير تشارلز من هيمنة البرلمان لصالح اقتصاد إنجلترا. كان المجتمع التجاري الإنجليزي عمومًا ضد الحرب قبل اندلاعها وعارضها بشدة عندما فشل تشارلز في تحقيق انتصار سريع، إذ فضّل اتخاذ إجراءات ضد التعريفات الجمركية الحمائية الفرنسية بدلًا من ذلك.
كان الهجوم الفرنسي في مايو ويونيو عام 1672 ناجحًا جدًا. تقدموا بسرعة نحو الشمال، ما تسبب في انهيار الدفاعات الحدودية الشرقية الضعيفة للجمهورية. فشلت محاولة لحصار الساحل الهولندي لأن الأميرال ميشيل دي رويتر فاجأ الأسطول الإنجليزي الفرنسي في معركة سولباي وألحق به أضرارًا بالغة. عندما توغّلت القوات الفرنسية إلى وسط الجمهورية، طلب الهولنديون شروط السلام. أسقطت أعمال الشغب المتقاعد الأكبر يوهان دي فيت وعُيّن ويليام الثالث من أوراني ستاتهاودرًا. كان ويليام ابن أخت تشارلز، لذا حاول الملك جعل مقاطعة هولندا بقايا دولة محمية إنجليزية وتنصيب ويليام ملكًا عليها. لكن أمير أورانيا فاجأه إذ به يرفض الأوامر الإنجليزية لاحتلال الموانئ الاستراتيجية. طالت المفاوضات، ما أتاح للهولنديين إغراق حاجز مائي ومنع المزيد من التقدم الفرنسي.
في عام 1673، انضمت البحرية الملكية البريطانية مرة أخرى إلى سرب فرنسي، في محاولة لهزيمة الأسطول الهولندي وغزو الجمهورية من البحر. تم صدّ ذلك من خلال ثلاثة انتصارات إستراتيجية حققها دي رويتر. في هذه الأثناء، أصبحت العديد من الولايات الألمانية قلقة من الغزوات الفرنسية وبدأت بقيادة جيوش كبيرة على نهر الراين بدعم هولندي. اضطر لويس إلى التراجع من معظم أراضي الجمهورية. وأعدّ لغزو الأراضي المنخفضة الإسبانية التي من شأنها أن تضر بالمصالح الإنجليزية. أطلق ويليام حملة دعائية لإقناع الشعب الإنجليزي بأن التحالف مع فرنسا كان جزءًا من مؤامرة لجعل بلادهم كاثوليكية رومانية. أُجبر تشارلز على التخلي عن الحرب المكلفة وغير المثمرة بسبب المشاعر المعادية للكاثوليكية وتوقّع أن يرفض برلمان إنجلترا ميزانية الحرب. أعاد صلح وستمنستر الثاني الوضع إلى حد كبير كما كان قبل الحرب. استمر النزاع الأكبر بين الجمهورية وفرنسا حتى عام 1678.

## خلفية الأحداث

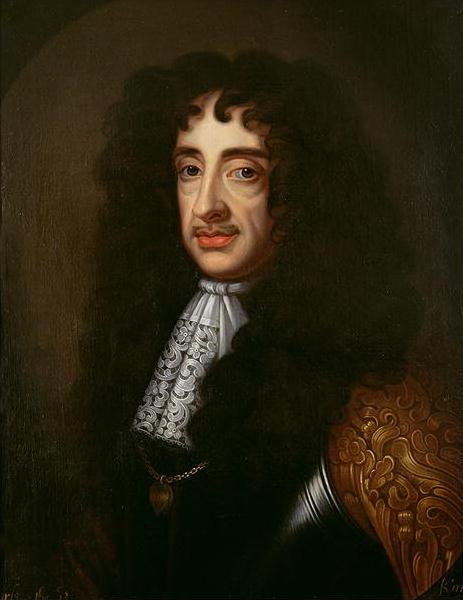
كانت الحرب نتيجة لرغبة تشارلز الثاني ملك إنجلترا في الإعانات الفرنسية التي مكنته من الاستغناء عن طلب المساعدة المالية من البرلمان

كانت الحرب الإنجليزية الهولندية الأولى 1652-1654 نتيجة التنافس التجاري والدعم الأوراني لتشارلز الثاني المنفي، خال ويليام من أوراني. تضمنت شروط الصلح المتفَق عليها في عام 1654 مع المحمية الإنجليزية الاستبعاد الدائم لعائلة أوراني-ناساو من المناصب العامة لضمان السيطرة السياسية الجمهورية. عندما استعاد تشارلز العرش الإنجليزي في عام 1660، عارض المتقاعد الأكبر يوهان دي فيت المفاوضات من أجل تحالف إنجليزي هولندي بسبب روابط تشارلز الأورانية؛ بعد فشل هذه المفاوضات، وافق على معاهدة للمساعدة مع لويس الرابع عشر عام 1662.
كان هناك مخاطر أيضًا لاستخدام فرنسا كحاجز ضد إنجلترا والأورانيين، لأنه على الرغم من تحالفهم ضد إسبانيا، هددت الأهداف الفرنسية في البلدان المنخفضة المصالح التجارية الهولندية. أغلقت معاهدة سلام مونستر عام 1648 مصب سخيلده نهائيًا، مستفيدة من ذلك قاعدة دي ويت في أمستردام من خلال القضاء على أقرب منافسيها، أنتويرب؛ كان ضمان بقائه مغلقًا هدفًا مهمًا. أثارت التغييرات في هذه المنطقة أيضًا قلق إنجلترا، إذ أتاحت السيطرة على الموانئ على الساحل الفلامندي الشمالي قيام قوة معادية بحصار القناة الإنجليزية.
في عام 1665، أدى هجوم دوق يورك على شركة الهند الغربية الهولندية إلى اندلاع الحرب الإنجليزية الهولندية الثانية؛ في الأشهر الثمانية عشرة الأولى، تكبّد الهولنديون هزيمة بحرية نكراء في لويستوفت، تجسّدت في غزو من قبل إمارة مونستر ومحاولة لانقلاب أوراني، كان كلاهما بتمويل من إنجلترا. أدى توقّع النصر الإنجليزي إلى تطبيق لويس معاهدة عام 1662، على الرغم من أن الهولنديين اعتبروا الدعم المقدّم غير كافٍ. عندما عرقل مجلس طبقات هولندا طلباته في الحصول على تعويض إقليمي، شنّ لويس حرب الأيلولة في مايو 1667 واحتل بسرعة جزءًا كبيرًا من الأراضي المنخفضة الإسبانية وفرانش كونته.
رفض تشارلز استدعاء البرلمان للحصول على التمويل، فأُجبر على دفع مستحقات أسطوله في أوائل عام 1667، ما أدى إلى وقوع غارة مهينة على ميدواي. كان الهولنديون أكثر قلقًا من المكاسب الفرنسية؛ لذلك تفاوضوا بسرعة على إنهاء الحرب في يوليو 1667، ثم بدؤوا محادثات في لندن حول نهج مشترك لعكس اتجاههم. عندما سنحت الفرصة، اقترح تشارلز اتفاقية إنجليزية-فرنسية على لويس الذي كان غير راغب في ردّ العون الذي طلبه وفضّل الاعتماد على دي فيت.
أرسل تشارلز مبعوثين إلى لاهاي لمواصلة المناقشات، بدعم علني من دي فيت، ورأى كلاهما أنها طريقة للضغط على لويس. زادت التعريفات الفرنسية على الواردات -المفروضة في أوائل عام 1667- من المعارضة في مجلس طبقات الأمة، الذي فضّل على أي حال إسبانيا الضعيفة كبلد مجاور لفرنسا القوية. في 23 يناير 1668، وقّعت الجمهورية وإنجلترا والسويد على التحالف الثلاثي الذي ينص على الالتزام بالدعم المتبادل في حالة هجوم فرنسا أو إسبانيا على أحدها. نصّ بند سري على تقديم المساعدة العسكرية لإسبانيا إذا واصلت فرنسا الحرب.